# Vago
A vago (和語; Hepburn: wago) vagy másik ismert nevén jamato kotoba (大和言葉; Hepburn: yamato kotoba) a japán szókincs hagyományos nyelvtan szerint megkülönböztetett négy rétege  közül az eredeti japán szavakat jelöli. A másik három réteg a kango (a sinojapán kifejezések), a gairaigo (a kínain kívül más idegen nyelvekből kölcsönzött szavak), valamint a kevert kifejezések. Cserenyési László nyelvész ide sorolja még hangfestő és hangutánzó szavakat is, külön rétegként.
A vago elnevezés maga kínai jövevényszó, a kínai nyelvben a régi Japánra a Vo (倭, Wo) szóval utaltak. A go (語, szó) szintén kínai eredetű. Ezzel szemben a másik elnevezés, a jamato kotoba Japán régi nevére, a Jamatóra utal.

## Jellemzői
A vago szavak aránya  a japán nyelvben kevesebb mint 50%, miközben a gairaigo kifejezések száma egyre növekszik, becslések szerint a szótárak korpuszának mintegy 10%-át teszik ki, nagy részük (94%-uk) angol eredetű.
Általában hiraganával, illetve hiragana és kandzsi keverékével írják őket.

### Általános jellemzőik
A vago szavakra általában jellemzők az alábbiak:
- Ritkán kezdődnek zöngés akadályhanggal(wd) (kivétel például a gara (柄?, ’minta’), vagy a zama (様?, ’siralmas állapot’))
- Nem kezdődnek r-rel vagy p-vel.
- Ritkán szerepel bennük két zöngés akadályhang (kivétel például: goza (茣蓙?, ’gyékényszőnyeg’)).
- Nem szerepel a szavak belsejében egymás után két magánhangzó.
- Nem szerepel a szavak belsejében h hang.
- Nem szerepel szó elején palatalizált mássalhangzó.
- Nincs bennük mora nazális (/N/), azaz hacuon (撥音; Hepburn: hatsuon?).
- Nincs bennük szokuon (gemináta).
- Ritka bennük az e hang.
- Képesek a rendakura (szóösszetételekben az összetétel határán a második szó első mássalhangzója zöngésül).

A szavak hosszát tekintve az egyszerű vago szavak egymorásak, például me (目, ’szem’), ha (歯, ’fog’) vagy ja (矢; Hepburn: ya, ’nyíl’); illetve kétmorásak, mint például: asi (足; Hepburn: ashi, ’láb’), koto (事, ’dolog’) vagy aru (有る, ’létezik (élettelen dolog)’). A három vagy több morából álló vago szavak általában összetételek vagy származtatott szavak.
Szóalkotás tekintetében az az általános elképzelés, hogy a vago szavak nem olyan produktívak, mint a kínai jövevényszavak, vagyis nehéz hosszú szóösszetételeket alkotni velük. Ugyanakkor több kutató (például Tamamura Fumio, Szaitó Micsiaki, Nisio Toraja) is rámutatott, hogy ez nem teljesen igaz. Szakzsargonban gyakran találni vago szavakkal alkotott hosszabb szóösszetételeket, például az értéktőzsde japán szókincsében. Ilyen például a taka-domari (高止まり, ’az értékpapír magas áron marad’). Ráadásul például a -sza (-さ; Hepburn: -sa) főnévképző toldalékot nem csak eredeti japán szavakkal, de a jövevényszavakkal és a hangutánzó szavakkal is lehet használni, sőt, akár tagmondathoz is kapcsolódhat: sinsa o kaita-sza ni (新車を 買いたさに; Hepburn: shinsya o kaita-sa ni, ’mert új autót akart venni’).

### Szófaji diverzitás
Az eredeti japán szavak mindenféle szófajúak lehetnek, az igék pedig szinte kizárólag ilyenek.
- Főnév (N): hako (箱?, ’doboz’); kokoro (心?, ’szív’)
- Ige (V): aszo-bu (遊ぶ; Hepburn: aso-bu?, ’játszani’); jabur-u (破る; Hepburn: yabur-u?, ’szakítani’)
- Igei főnév (VN): kasi-kari (貸し借り; Hepburn: kashi-kari?, ’kölcsönzés és kölcsönadás’)
- Melléknév (A): maru-i (丸い?, ’kerek’)
- Álmelléknév vagy na-melléknév (AN)[* 2]: odajaka-na (穏やかな; Hepburn: gyöngéd?), kirei-na (きれいな?, ’szép’)
- Modális segédigék (AUX): daró (だろう; Hepburn: darō?, ’talán, azt hiszem, lehet’), rasii (らしい; Hepburn: rashii?, ’úgy tűnik’)
- Határozó (Adv): kinó (昨日; Hepburn: kinō?, ’tegnap’), haja-ku (早く; Hepburn: haya-ku?, ’gyorsan’)
- Kötőszó: szosite (而して; Hepburn: soshite?, ’és’), sikasi (然し; Hepburn: shikashi?, ’de’)
- Partikulák (közül néhány): 
  - határozói esetpartikula: ni (に?)
  - birtokos esetet jelölő: no (の?)
  - topikjelölő partikula: va (は; Hepburn: wa?)[* 3]
  - fókuszjelölő partikula: ga (が?)

### Rendaku

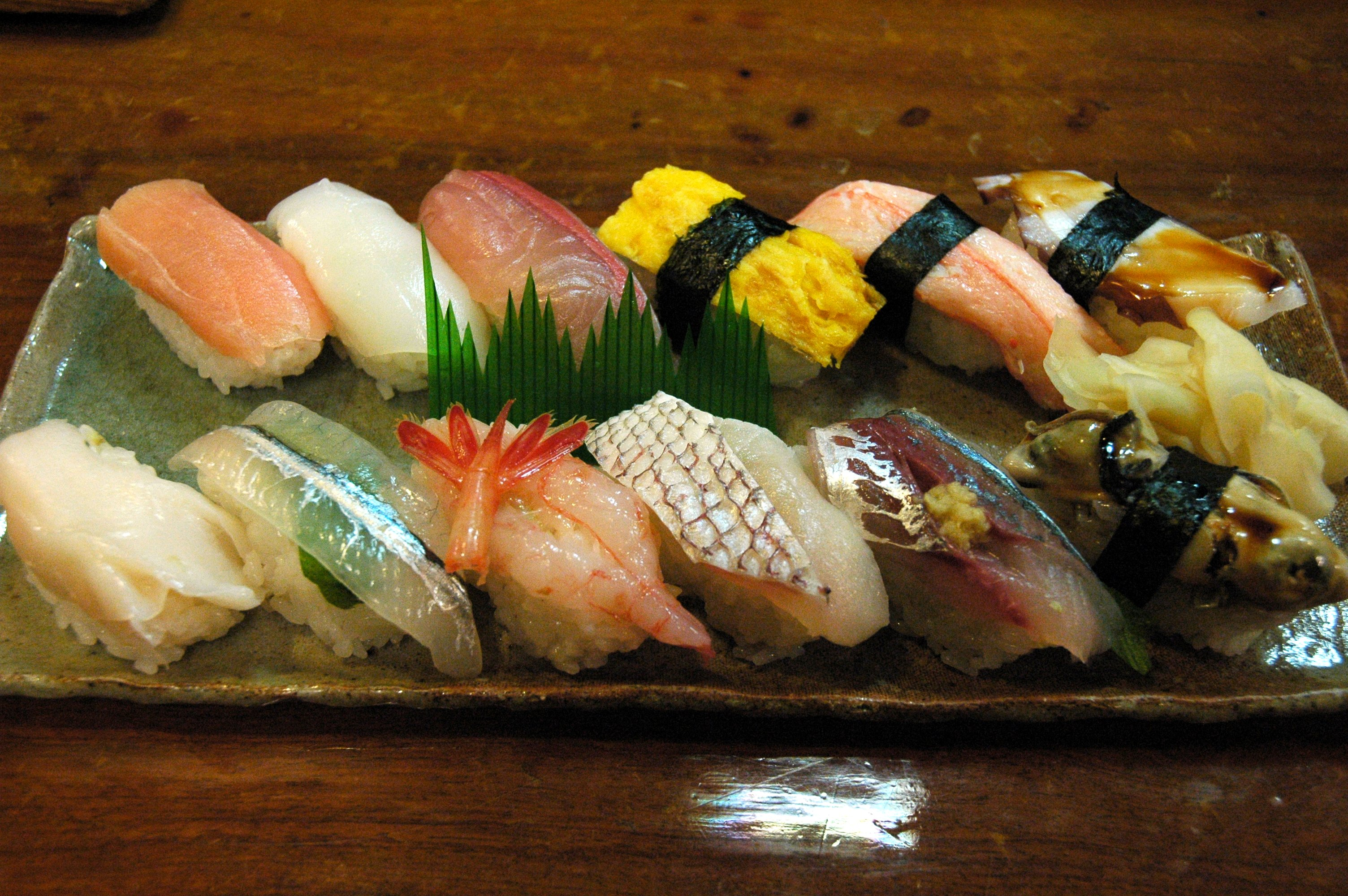
Nigirizusi. A rendaku hangváltozás miatt a szusi a nigiri előtaggal zusi ejtésűre változik

A rendaku (連濁), „szekvenciális zöngésülés” morfofonológiai jelenség, a japán nyelv egyik jellegzetessége, melynek során egy szóösszetételben a két szó határán a második tag első mássalhangzójának a zöngésülése megy végbe. Cseresnyési László nyelvész a határzönge magyar nevet adta a jelenségnek. A jelenség leginkább az eredeti japán szavakra jellemző, de a jövevényszavak esetében is előfordulhat, bizonyos feltételek mellett.
ひと + ひと → ひと-びと (人々) (ismétlés)
hito + hito → hitobito (személy + személy → emberek)
いけ (az  生ける (ikeru) igéből) + はな → いけばな
ike + hana → ikebana (életben tartani + virág → virágkompozíció)
おり + かみ → おり-がみ
ori + kami → origami (hajtogatni + papír → papírhajtogatás)

### Reduplikáció
A vago szavakra jellemző, hogy reduplikáció, azaz dzsógo (畳語; Hepburn: jōgo) segítségével képesek szóalkotásra. Ennek számos funkciója lehet:
- többesítés: kuni (ország) → kuni-guni (国々?, ’ országok’);
- disztributív formák: toki (idő) → toki-doki  (時々?, ’időnként, néha’)
- emfatikus szavak: acui (forró) → acu-acu (熱々; Hepburn: atsu-atsu?, ’iszonyú forró; őrülten szerelmes’)
- expresszív melléknevek: baka (hülye) → baka-baka-sii  (馬鹿馬鹿しい; Hepburn: baka-baka-shii?, ’ abszurd’)
- gyermeknyelvi kifejezések: manma (飯?, ’ hami’), njá-njá (にゃーにゃー; Hepburn: nyā-nyā?, ’ cica’)